# Discolomatidae
Discolomatidae  (лат.) — семейство насекомых из отряда жесткокрылых.

## Распространение
Встречаются в тропических и субтропических регионах.

## Описание
Discolomatidae — семейство маленьких, длиной всего 2—4 мм, жуков.

## Экология
Члены семейства известны как микофаги или сапрофаги.

## Систематика
Семейство включает примерно 400 видов из 16 родов:
- семейство: Discolomatidae Imhoff, 1856
  - подсемейство: Aphanocephalinae Grouvelle 1912
    - род: Aphanocephalus Wollaston 1873
    - род: Fallia Sharp 1902
    - род: Parafallia Arrow 1887
    - род: Profallia John 1954
    - род: Solitarius John 1943

  - подсемейство: Discolomatinae Horn 1878
    - род: Discoloma Erichson 1848
    - род: Cassidoloma Kolbe 1897

  - подсемейство: Notiophyginae Jacobson 1915
    - род: Dystheamon Grouvelle 1927
    - род: Holophygus Sharp 1887
    - род: Parmaschema Heller 1912
    - род: Notiophygus Gory 1834
    - род: Pachyplacus John 1935
    - род: Praviclava John 1941

  - подсемейство: Pondonatinae John 1954
    - род: Katoporus John 1956
    - род: Pondonatus John 1954

  - подсемейство: Cephalophaninae John 1954
    - род: Cephalophanus John 1940